# Башашкин, Анатолий Васильевич
Анатолий Васильевич Башашкин (23 февраля 1924, Реутово, Московская губерния — 27 июля 2002, Москва) — советский футболист, защитник. Мастер спорта СССР (1948). Заслуженный мастер спорта СССР (1955). Олимпийский чемпион.

## Биография
Выступал за команды ОДО, Тбилиси (1945—1946), ЦДКА-ЦДСА (1947—1953, 1954—1958), «Спартак» Москва (2-я пол. 1953).
В чемпионатах СССР сыграл 198 матчей, забил 1 гол.
За сборную СССР провёл 21 официальный матч.
Окончил Военную академию бронетанковых войск (1963), инженер-полковник. Член КПСС с 1968 года.
Похоронен на Преображенском кладбище, участок 13а

## Награды
- орден Трудового Красного Знамени (27.04.1957) — «за успехи, достигнутые в деле развития массового физкультурного движения в стране, повышения мастерства советских спортсменов, и успешное выступление на международных соревнованиях»

## Достижения
- Чемпион СССР (5): 1947, 1948, 1950, 1951, 1953
- Обладатель Кубка СССР (3): 1948, 1951, 1955
- Чемпион Олимпийских игр 1956 года
- Входил в список «33-лучших» два раза под № 1
- Победитель Спартакиады народов СССР 1956

## В культуре
Анатолий Башашкин был очень популярен в народе в 50-х и 60-х годах. Он практически всегда, во всех командах, играл под номером три. И в народе стала популярной фраза «Башашкиным будешь?», которая соответствует вопросу «Третьим будешь?».
Упоминается как Бабашкин в рассказе Эдуарда Лимонова «Когда поэты были молодыми», действие которого происходит в 1969 году.